# Mike & The Mechanics (álbum de 1999)
Mike & The Mechanics es el quinto álbum de estudio de Mike + The Mechanics, lanzado en 1999. Como el nombre se confunde fácilmente con el álbum de 1985 (el primero usó el signo más [+]; este usa el signo [&]) Mike + The Mechanics, también conocido como M6 (es decir, el sexto álbum del grupo, incluida la recopilación Hits). Incluye el top 40 "Now That You've Gone".
Este fue el último álbum de estudio con Paul Young, quien murió un año después de su lanzamiento; el grupo no lanzó otro álbum hasta Rewired en 2004.
El álbum no se lanzó oficialmente en Norteamérica y solo está disponible como importación allí. Sin embargo, en las notas todavía se agradece al antiguo sello estadounidense de la banda, Atlantic Records.

## Lista de canciones
| N.º | Título                        | Productor(es)                           | Duración |  |
| 1.  | «Whenever I Stop»             | Rutherford                              | 3:38     |  |
| 2.  | «Now That You've Gone»        | Brian Rawling, Mark Taylor              | 4:47     |  |
| 3.  | «Ordinary Girl»               | Rutherford                              | 3:50     |  |
| 4.  | «All the Light I Need»        | Christopher Neil, Rutherford            | 4:36     |  |
| 5.  | «What Will You Do»            | Nick Davis, Rutherford, Matthew Vaughan | 3:15     |  |
| 6.  | «My Little Island»            | Davis, Rutherford                       | 4:05     |  |
| 7.  | «Open Up»                     | Davis, Rutherford, Vaughan              | 4:04     |  |
| 8.  | «When I Get Over You»         | Neil, Rutherford                        | 4:10     |  |
| 9.  | «If Only»                     | Rutherford                              | 4:42     |  |
| 10. | «Asking (for the Last Time)»  | Davis, Rutherford                       | 4:16     |  |
| 11. | «Always Listen to Your Heart» | Davis, Rutherford, Vaughan              | 4:16     |  |
| 12. | «Did You See Me Coming»       | Davis, Rutherford                       | 4:04     |  |
| 13. | «Look Across at Dreamland»    | Neil, Rutherford                        | 4:14     |  |